# 10503 Johnmarks
10503 Johnmarks este o planetă minoră (asteroid), cu un diametru de 3,97 km, din centura de asteroizi. A fost descoperită pe 27 septembrie 1987 la Observatorul La Silla de Henri Debehogne și a fost numită după John D. Marks⁠(d). 
Obiectul prezintă o orbită caracterizată de o semiaxă mare de 2,2211189 UAi, o excentricitate de 0,11, o înclinație de 4,7193 ° în raport cu ecliptica.